# Nicole Koolen
Nicole Koolen, född den 1 december 1972 i Aldershot, Storbritannien, är en nederländsk landhockeyspelare.
Hon tog OS-brons i damernas landhockeyturnering i samband med de olympiska landhockeytävlingarna 1996 i Atlanta.